# He (achternaam)
Hé 何 (spreekt uit als [Gguh]) is een Chinese achternaam die zijn oorsprong vindt in de Chinese provincie Jiangsu en Anhui. Deze achternaam staat op de 21e plaats van de Baijiaxing. Volgens een mythe zijn de mensen met de achternaam He nakomelingen van Han Wangan 韩王安.
In Hongkong en Macau wordt de naam geromaniseerd als Ho. In het Standaardkantonees spreekt men de achternaam uit als [Hoh] en niet als [Hoow]
- Vietnamees: Hà
- Koreaans: Ha (하)

Hè 贺 is ook een Chinese achternaam.
- Vietnamees: Hạ

Hé 河 is ook een Chinese achternaam, maar weinig voorkomend.
Hé 佫 is ook een Chinese achternaam, maar weinig voorkomend.
Hè 赫 is ook een Chinese achternaam, maar weinig voorkomend.

## Bekende personen met de naam Hé of Ho 何
- Roy Ho Ten Soeng, Nederlands politicus
- He Jingming
- He Depu (何德普)
- Ho Feng Shan (何鳳山)
- He Jifeng (何積豐)
- He Kexin (何可欣), Chinees turnster
- He Ping (何平)
- He Pingping (何平平), Chinees die bekend stond om zijn korte lichaamslengte
- He Qifang (何其芳)
- He, Qiu Xia (何秋霞)
- He Xuntian
- Ho Fei-Fan
- He Ying (何影)
- He Yingqin (何應欽)
- He Yong (何勇)
- He Zhi Wen (何誌文)
- Ho Ching (何晶), Singaporese zakenvrouw
- Ho Fuk Yan
- Ho Ping (何平)

## Bekende personen met de naam Hè of Ho 贺
- He Long
- He Weifang
- He Zizhen